# Nacional Atlético Clube (Paraná)
El Nacional Atlético Clube es un equipo de fútbol de Brasil que juega en el Campeonato Paranaense Serie Plata, la segunda división del estado de Paraná; y en el Campeonato Brasileño de Serie D, la cuarta división nacional.

## Historia
Fue fundado el 28 de abril de 1947 en el municipio de Rolândia del estado de Paraná por un grupo de 11 amigos que crearon al primer equipo de fútbol del municipio, aunque el club atraía seguidores de ciudades vecinas como Londrina.
En sus primeros años en el Campeonato Paranaense el club pasó en el grupo norte de la liga sin poder acceder a las rondas finales y pasó más de 20 años en la segunda división estatal entre los años 1960 y años 1990 hasta que abandonó la liga en 1995.
El club es refundado en 1997 en la primera división del Campeonato Paranaense, descendiendo ese mismo año. Al año siguiente el club fue adquirido por un grupo de empresarios paulistas que transformaron al club en una sociedad civil, ganando ese mismo año el título de la tercera división estatal tras el cambio de administración.
En 2003 es campeón de la segunda división estatal y logra el ascenso al Campeonato Paranaense. En 2004 jugaría por primera vez en una competición nacional, en el Campeonato Brasileño de Serie C, la tercera división de Brasil, en donde sería eliminado en la primera ronda al finalizar en tercer lugar de su grupo. El club jugaría por tres temporadas hasta que descendió en 2007. Un año después regresaría al Campeonato Paranaense.
En 2019 es campeón de la Copa FPF venciendo en la final al Independente Futebol São-Joseense y con ello obtiene la clasificación a la Copa de Brasil y al Campeonato Brasileño de Serie D para la temporada 2020.

## Palmarés
- Copa FPF: 1

2019
- Campeonato Paranaense Serie Plata: 2

2003, 2008
- Campeonato Paranaense Serie Bronce: 2

1998, 2018